# 昂杜克
昂杜克（法語：Andouque，法語發音：[ɑ̃duk]）是法国奧克西塔尼大區塔恩省的一个市镇，属于阿尔比区。

## 地理
昂杜克（44°1'22"N, 2°18'16"E）面积26.21 平方千米，位于法国奧克西塔尼大區塔恩省，该省份为法国南部内陆省份，北起顺时针与阿韦龙省、埃罗省、奥德省、上加龙省和塔恩-加龙省接壤。
与昂杜克接壤的市镇（或旧市镇、城区）包括：克雷斯潘、克雷斯皮内、帕迪耶斯、圣格雷瓜尔、圣让德马尔塞勒、圣于连-戈莱讷、索瑟纳克、塞雷纳克、瓦尔德里耶斯、瓦朗斯达尔比茹瓦。

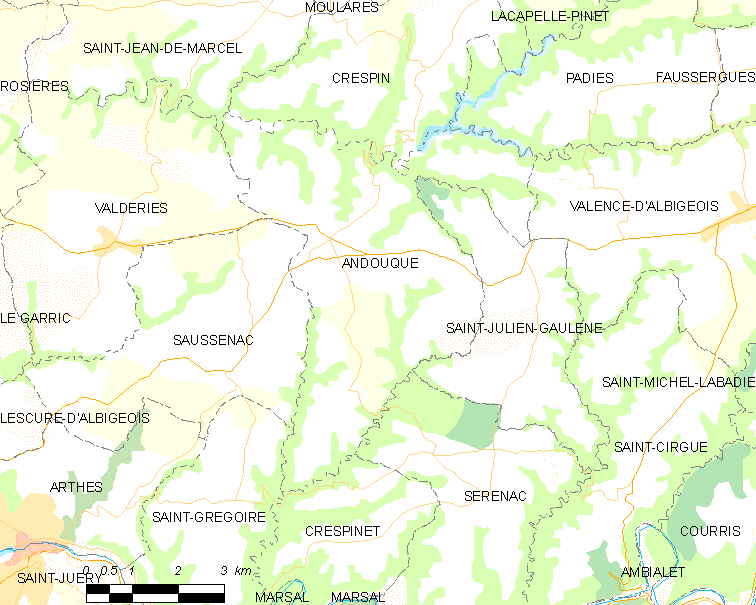
昂杜克的OSM定位图

昂杜克的时区为UTC+01:00、UTC+02:00（夏令时）。

## 行政
昂杜克的邮政编码为81350，INSEE市镇编码为81013。

## 政治
昂杜克所属的省级选区为卡尔莫第一县。

## 人口

1962-2008年间昂杜克人口变化图示

昂杜克于2022年1月1日时的人口数量为391人。